# Astrit Alihajdaraj
Astrit Alihajdaraj (* 10. Dezember 1976 in Istok, SFR Jugoslawien, heute Kosovo) ist ein kosovarischer Schauspieler und Autor.

## Leben

### Herkunft und Anfänge
Astrit Alihajdaraj wuchs als jüngstes von vier Kindern in Istok, einer kleinen Stadt im Nordwesten des Kosovo, auf. Als Mitte der 1990er Jahre die politische Situation im Kosovo eskalierte, ging er nach Wien. Dort studierte er zunächst an der Wirtschaftsuniversität Wien.
Die Regisseurin Barbara Albert entdeckte Alihajdaraj während seines Studiums für ihren Debütfilm Nordrand (1999), in dem er Senad, einen illegal aus Bosnien eingewanderten Flüchtling, spielte. Anschließend folgten weitere Engagements. Von 2001 bis 2005 absolvierte er dann seine Schauspielausbildung an der Filmschule Wien.

### Theater
Erste Theaterengagements hatte er noch während seiner Ausbildung am WUK Wien (2004), in der Alten Werft in Korneuburg (2004) und beim Theater Gruppe 80 in Wien (2004). 2005–2007, und nochmals 2009, gastierte er bei den Festspielen Reichenau. Hier stand er u. a. als Onufrij in Radetzkymarsch (2005), in Die letzten Tage der Menschheit (2006) und als Vinzenz in Der Schwierige (2007) auf der Bühne. Weitere Engagements hatte er beim freien Theaterensemble „Theater Tour“ (2006; als Rodrigo in Othello), bei den „Wiener Wortstätten“ (2007) und am Theater k.l.a.s. in Heunburg (2008). 2008 spielte er bei der Neuen Bühne Villach die Hauptrolle des Palästinensers Mahmoud in der österreichischen Erstaufführung des Theaterstücks Sechzehn Verletzte von Eliam Kraiem.
Neben seinen Film- und TV-Engagements ist Alihajdaraj weiterhin immer wieder auch als Theaterschauspieler tätig. 2013/2014 spielte er am Wiener Off-Theater Theater Nestroyhof Hamakom die Rolle des totgeglaubten Liebhabers in dem Stück Habe die Ehre des syrischen Autors Ibrahim Amir (* 1984). 2015 war er als Gast am Vorarlberger Landestheater engagiert; dort spielte er den Comte de Guiche in Cyrano de Bergerac. In der Saison 2015/16 spielte er am Mierscher Kulturhaus in Luxemburg die Hauptrolle des Außenministers und Premierministers in spe Cosmo Constantine in dem Musical Call Me Madam. 2016 spielte er am Theater Drachengasse in Wien die männliche Hauptrolle in dem Theaterstück Atmen von Duncan Macmillan.
Er arbeitete am Theater u. a. mit den Regisseuren Christopher Widauer, Nicholas Ofczarek, Helmut Wiesner, Augustin Jagg, Alfred Meschnigg, Hans Escher und Christine Wipplinger zusammen. Seit 2009 ist er auch als Theaterautor (Armend und sein Wien, Eine Reise nach Europa) tätig. Das Kurzstück Armend und sein Wien schrieb er im Rahmen des interkulturellen Autorentheaterprojekts „Wiener Wortstätten“.

### Film und Fernsehen
Alihajdaraj wirkte in zahlreichen internationalen und deutschsprachigen Kino- und TV-Produktionen mit. In dem Kinofilm Balkan Traffic – Übermorgen Nirgendwo (2008) spielte er Dragan, einen von drei kriminellen Brüdern. Im Wiener Tatort: Operation Hiob (Erstausstrahlung: Juli 2010) hatte er, an der Seite von Harald Krassnitzer und Kasem Hoxha, eine Nebenrolle als Luca Conti. Eine durchgehende Serienrolle übernahm er 2011–2012 als Akai Özgür in der österreichischen Fernsehserie Die Lottosieger.
Mehrfach war er in österreichischen Krimiserie SOKO Donau in Nebenrollen zu sehen: 2009 als rumänischer Messerstecher Traian Codri, 2011 als Mafia-Boss und Bordellbesitzer Milan Tarmac und 2017 als georgischer Mafia-Boss Sasa Grigol. Episodenrollen hatte er auch in den Fernsehserien Medicopter 117 – Jedes Leben zählt (2007; als Dombrowski), Schnell ermittelt (2011; als Tatverdächtiger Johannes Kranz), CopStories (2014), SOKO Kitzbühel (2015; als undurchsichtiger Geschäftsmann Nikolai Ivanov) und Alarm für Cobra 11 – Die Autobahnpolizei (2016; als Toni Duric).
Im Dezember 2016 war Alihajdaraj in der ZDF-Serie SOKO München in einer Episodenrolle zu sehen; er spielte den Kosovo-Albaner Adnan Kemal, einen Gebrauchtwagenhändler und Drogendealer in Neuperlach. Im Februar 2018 war Alihajdaraj in der österreichischen Fernsehserie SOKO Kitzbühel erneut in einer Episodenrolle zu sehen, diesmal als Taxiunternehmer Emre Durmaz. In der deutsch-österreichischen TV-Serie Der Pass (2019) spielte er den wegen Menschenhandels verurteilten und in der Justizanstalt Graz-Jakomini inhaftierten bulgarischen Schlepper Petko Slovejko. In der ARD-Krimireihe Der Kroatien-Krimi (2019) verkörperte er den korrupten Krankenhausarzt Dr. Damir Ivanda.  In der ZDF-Krimireihe Kommissarin Lucas spielte er im 30. Film mit dem Titel Die Unsichtbaren (Erstausstrahlung: August 2020) eine der Episodenrollen als aus Albanien stammender, illegal beschäftigter Bauhilfsarbeiter, dessen Bruder auf einer Regensburger Großbaustelle zu Tode kommt.

### Privates
Astrit Alihajdaraj beherrscht mehrere Sprachen, in denen er auch multilingual spielt und vor der Kamera steht. Neben seiner Muttersprache Albanisch spricht er fließend Englisch und Serbokroatisch.
Astrit Alihajdaraj, der als freier Schauspieler arbeitet, lebt seit 1996 in Wien. Wien ist seither auch sein Arbeitsschwerpunkt und sein Hauptwohnsitz. Alihajdaraj ist Mitglied im Verband Österreichischer Filmschauspieler.

## Auszeichnungen
- 2010: Bester Schauspieler im Kurzfilm Iliriana, beim Swikos Filmfestival
- 2014: Bester Schauspieler im  Spielfilm Gone Back, bei der Albanian Film Week in New York City.

## Filmografie (Auswahl)
- 1999: Nordrand (Kinofilm)
- 2006: Pocas Nueces (Kurzfilm)
- 2007: Tonight Is Cancelled (Kinofilm)
- 2007: Medicopter 117 – Jedes Leben zählt (Fernsehserie; Folge: Angst!)
- 2008: Balkan Traffic – Übermorgen Nirgendwo (Kinofilm)
- 2009: Iliriana: Just When You Think It’s Over, It Begins (Kurzfilm)
- 2009: SOKO Donau (Fernsehserie, Folge: Wettlauf mit dem Tod)
- 2010: Der Täter (Fernsehfilm)
- 2010: Tatort: Operation Hiob (Fernsehreihe)
- 2011: Schnell ermittelt (Fernsehserie; Folge: Tamara Morgenstern)
- 2011: SOKO Donau (Fernsehserie; Folge: Blutsverwandte)
- 2011–2012: Die Lottosieger (Fernsehserie, Seriennebenrolle)
- 2012: Agnus dei (Kinofilm/Kosovo)
- 2012: Novemberlichter (Kurzfilm)
- 2013: Gone Back (Kinofilm/Niederlande)
- 2014: Die Freischwimmerin (Fernsehfilm)
- 2014: CopStories (Fernsehserie; Folge: Teufelsroller)
- 2015: SOKO Kitzbühel (Fernsehserie; Folge: Erlösung)
- 2016: Alarm für Cobra 11 – Die Autobahnpolizei (Fernsehserie; Folge: Risiko)
- 2016: SOKO München (Fernsehserie; Folge: In the Ghetto)
- 2017: SOKO Donau (Fernsehserie; Folge: Scheinheilig)
- 2018: SOKO Kitzbühel (Fernsehserie; Folge: Unten)
- 2019: Der Pass (Fernsehserie)
- 2019: Der Kroatien-Krimi: Der Henker (Fernsehreihe)
- 2019: Südpol (Fernsehfilm)
- 2020: Kommissarin Lucas – Die Unsichtbaren (Fernsehreihe)
- 2022: Die Rosenheim-Cops (Fernsehserie; Folge: Ein Date für Stadler)
- 2024: Landkrimi: Steirermord (Fernsehreihe)
- 2025: SOKO Donau (Fernsehserie; Folge: Eine Gräfin namens Cindy)